# Graellsia isabellae
La farfalla luna spagnola (Graellsia isabellae (Graëlls, 1849)), talvolta indicata anche semplicemente come isabella, è un lepidottero appartenente alla famiglia Saturniidae, diffuso nell'Europa sud-occidentale. È l'unico rappresentante attualmente riconosciuto del genere Graellsia Grote, 1896.

## Etimologia
Il genere Graellsia fu proposto nel 1896 dall'entomologo britannico Augustus Radcliffe Grote in memoria dello scopritore della specie, lo spagnolo Mariano de la Paz Graëlls y de la Aguera; l'epiteto specifico isabellae (= di Isabella) è stato dato in onore della regina Isabella II di Spagna.

## Descrizione

### Adulto

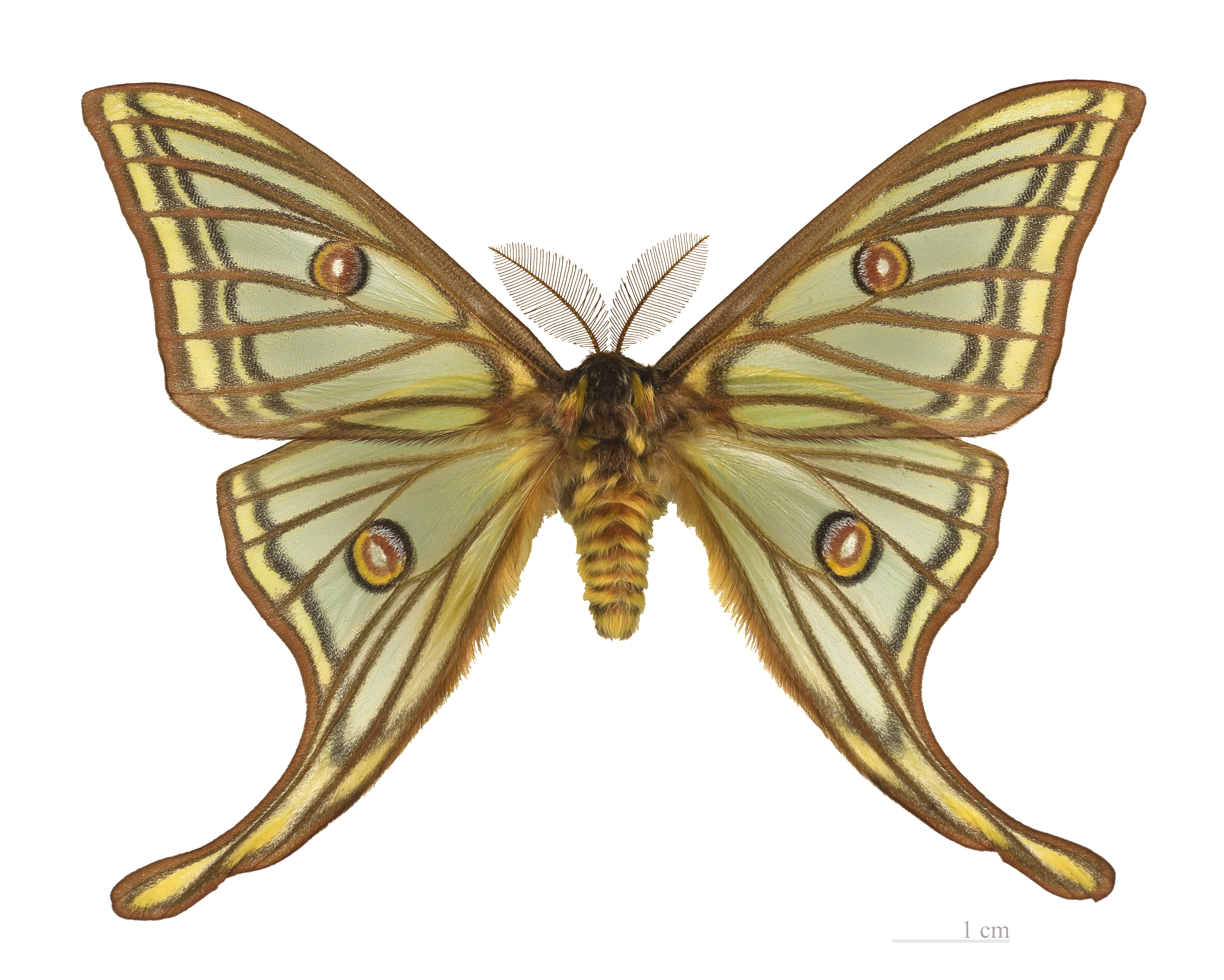
♂ R
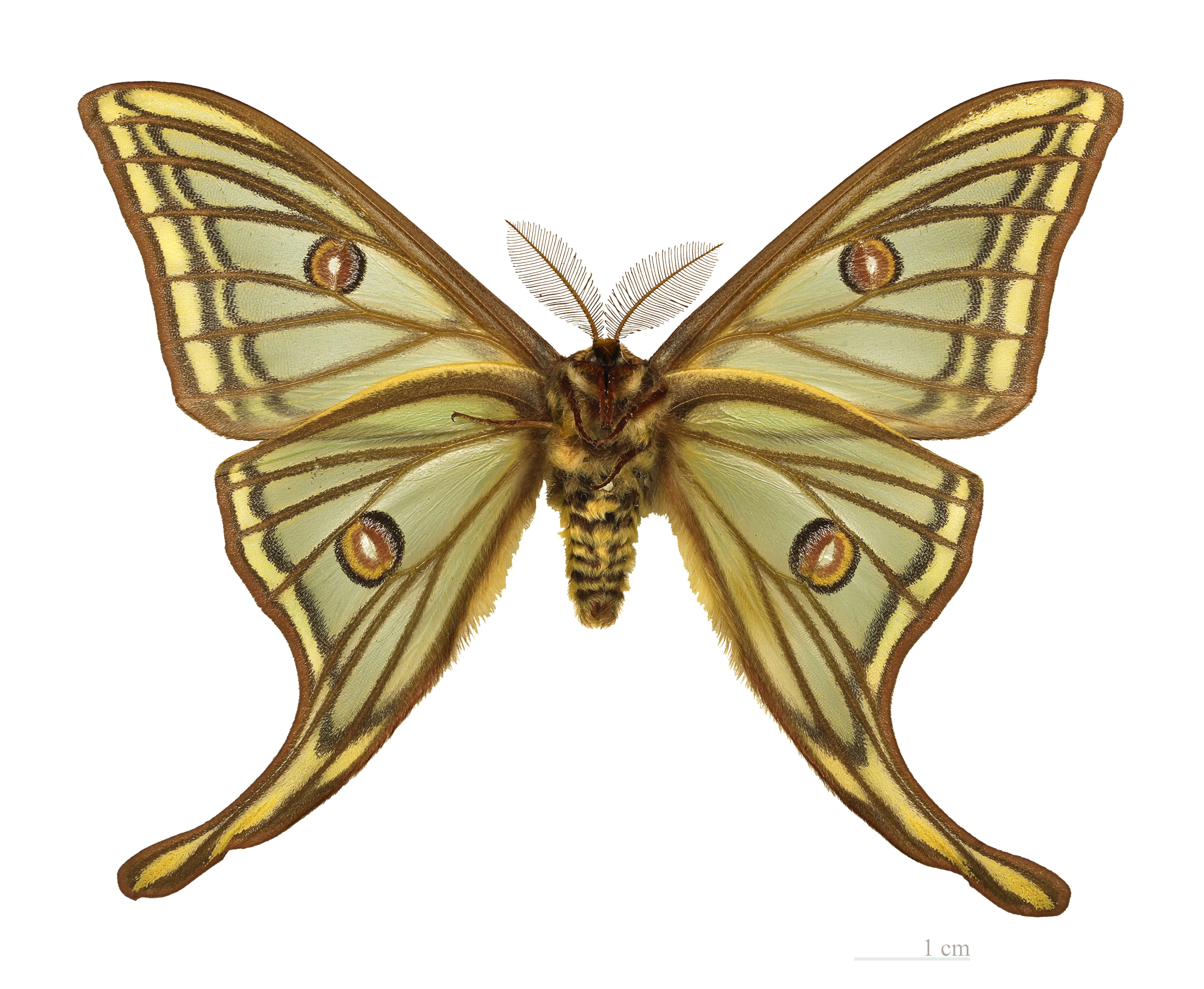
♂ V
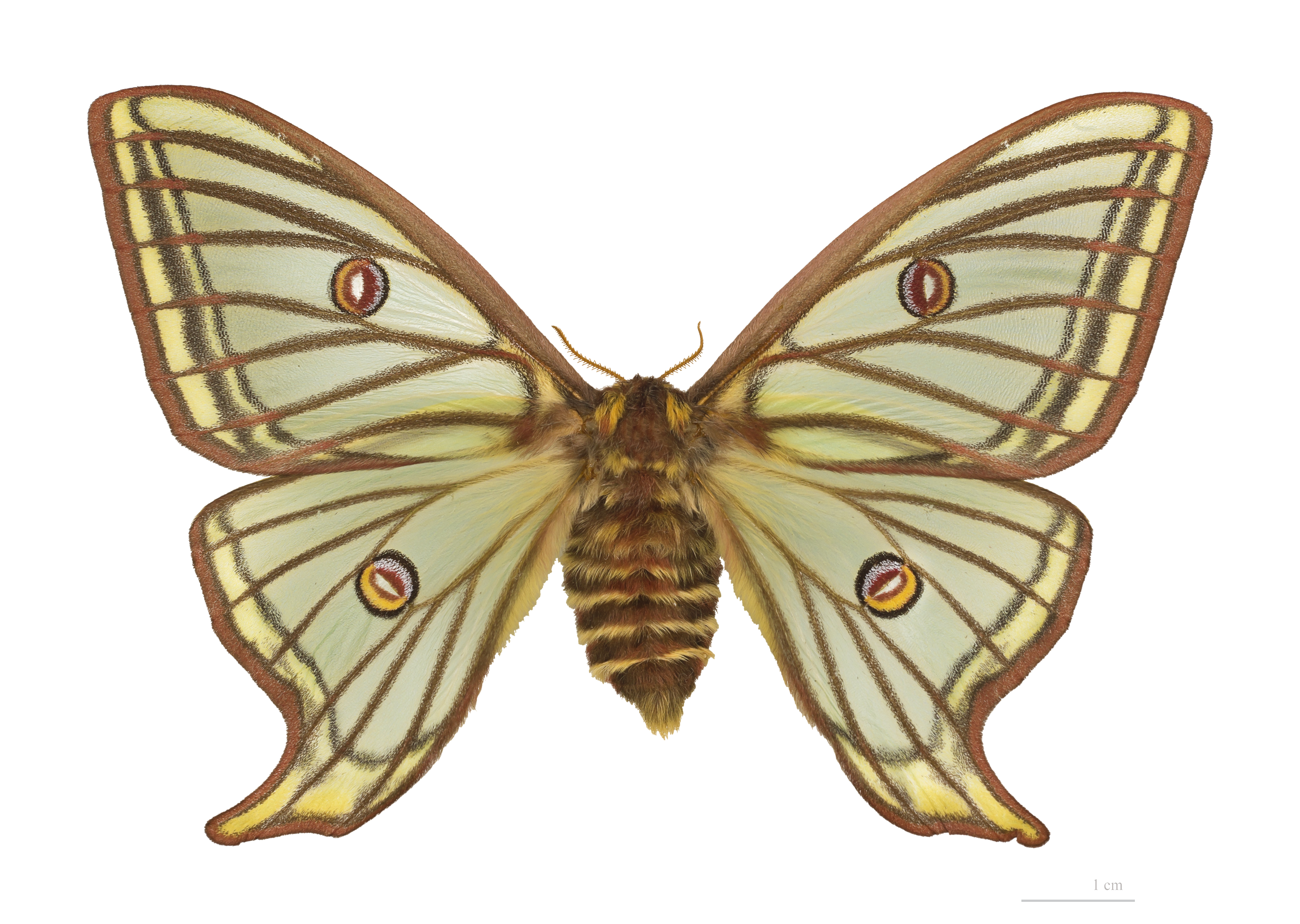
♀ R
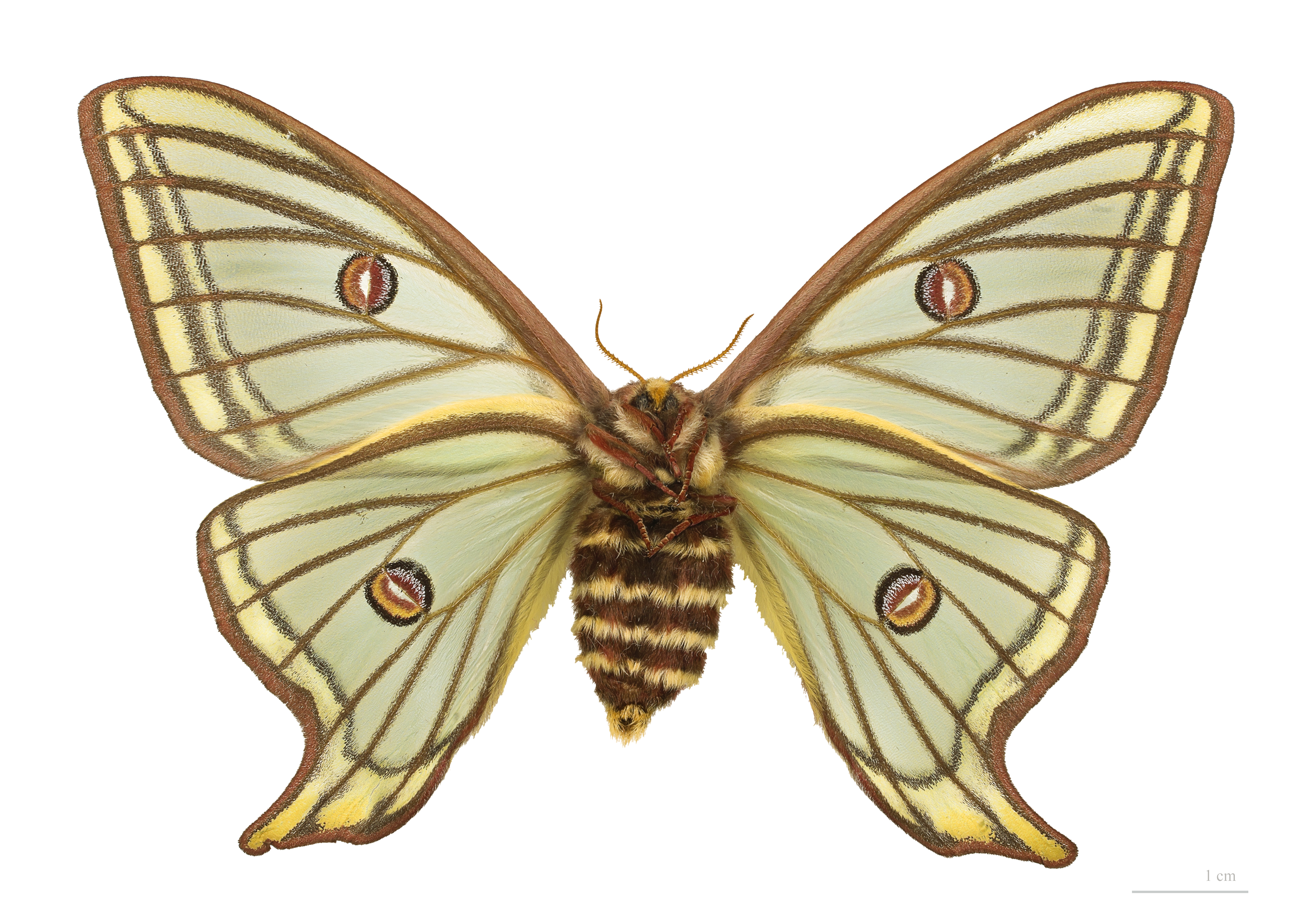
♀ V

Il dimorfismo sessuale è fondamentalmente limitato alla forma delle ali posteriori, alla struttura delle antenne ed alla forma dell'addome, così come descritto più avanti.

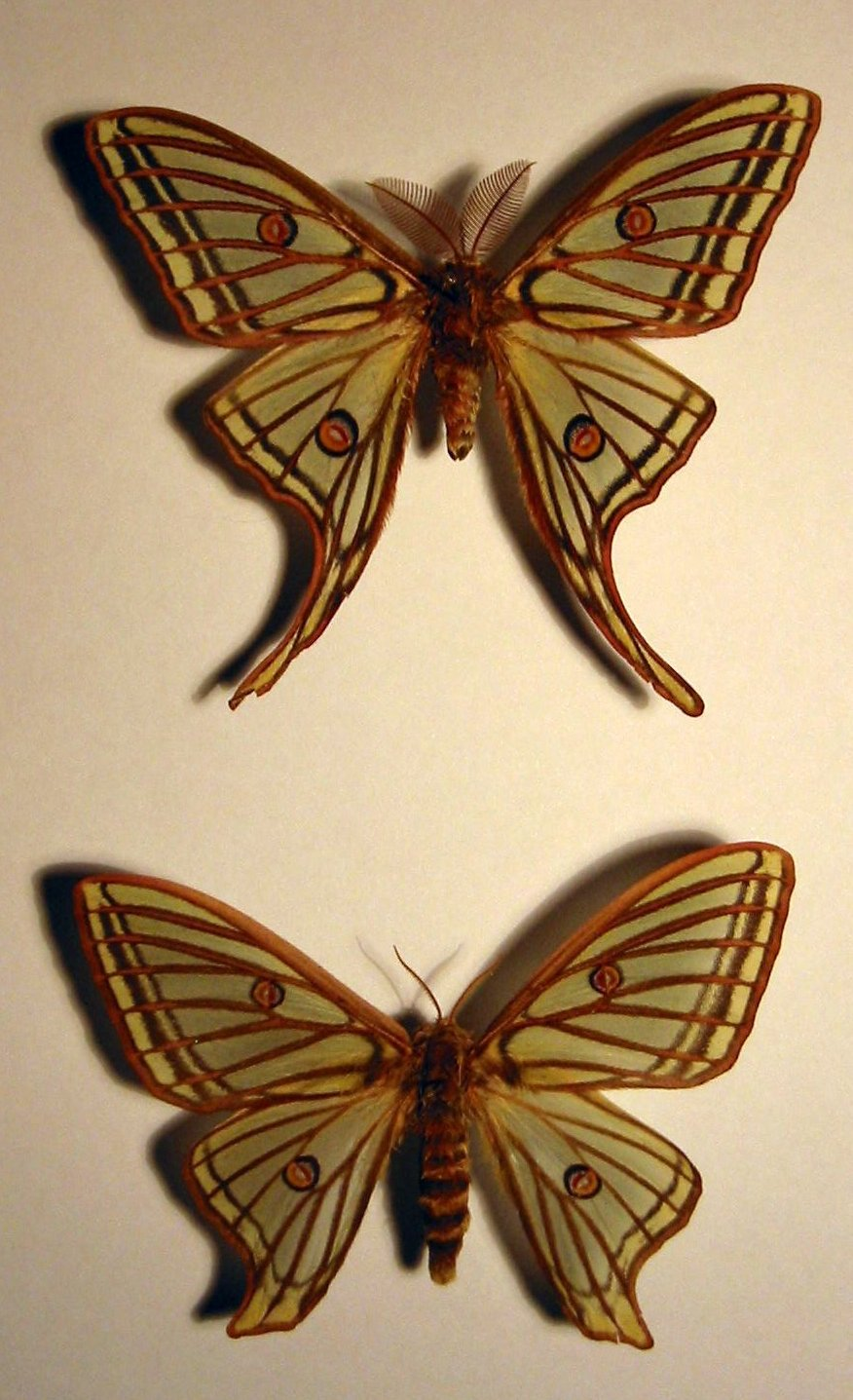
Maschio (sopra) e femmina

La colorazione di fondo della pagina superiore dell'ala anteriore può variare tra il giallo-verdastro ed il verde bluastro, lievemente traslucido, con nervature rosso-brunastre in forte risalto. La costa, così come il termen ed il margine interno, sono bordati della stessa tonalità di rosso che tinge le nervature, mentre l'apice, la banda sub-terminale e l'area alla base della costa digradano verso una tonalità gialla più tenue. La zona terminale presenta inoltre due bande nerastre parallele che, con andatura irregolare, corrono dall'estremità di R fino a quella di 1A+2A, per poi ripiegare repentinamente verso la zona basale in prossimità del tornus, così da convergere nel margine interno all'altezza del terzo centrale.
All'estremità distale della cellula discale, che qui appare chiusa, si osserva una vistosa macchia ocellata (lievemente più grande nei maschi) costituita da tre anelli concentrici, disposti attorno ad un'area centrale trasparente: l'anello più esterno risulta nerastro, quello mediano appare bluastro basalmente e giallognolo distalmente, mentre l'anello più interno è marcatamente rosso. L'apice non è falcato, mentre il termen, pur se irregolare, non presenta dentellature e risulta più diritto nella femmina, mentre nel maschio tende ad assumere una lieve concavità.
La pagina inferiore dell'ala anteriore riprende fedelmente la composizione cromatica di quella superiore, anche per quanto riguarda la macchia ocellata.
L'ala posteriore ha colorazioni analoghe a quelle dell'ala anteriore sia nella tonalità di fondo, come pure nelle nervature e nella macchia ocellata. La cellula discale è anche qui chiusa; il termen è liscio ed il margine addominale è vistosamente frangiato. Nella fascia sub-marginale si osserva una sola linea nera, al posto delle due dell'ala anteriore. Il maschio è facilmente distinguibile per la presenza della "coda" della regione anale più sviluppata e tinta principalmente di giallino, laddove nella femmina tale processo appare soltanto abbozzato. In ambo i sessi non sono presenti né il frenulum, né il retinaculum.
Le antenne sono giallastre; nel maschio sono pettinate, tranne per gli antennomeri terminali del flagello; nella femmina, al contrario, i processi laterali sono molto ridotti. Il capo è nerastro, ad esclusione di un ciuffo giallo nella regione frontale; gli occhi sono mediamente sviluppati; la spirotromba è vestigiale ed i palpi labiali sono ridotti.Il torace è rivestito di folta peluria, con una colorazione fulva sia dorsalmente (ma più scura), sia ventralmente. Le zampe sono rossastre superiormente e arancioni-rosate inferiormente. L'addome, più tozzo nella femmina, è anch'esso molto peloso, e si mostra con anelli alternati gialli e rossastri. L'apertura alare può variare da 80 a 110–120 mm.

### Uovo
Le uova sono marroncine e tondeggianti, di dimensioni 2 x 1,8 mm, con micropilo pronunciato. Vengono deposte singolarmente o in piccoli gruppi, e schiudono in circa 10-15 giorni.

### Larva

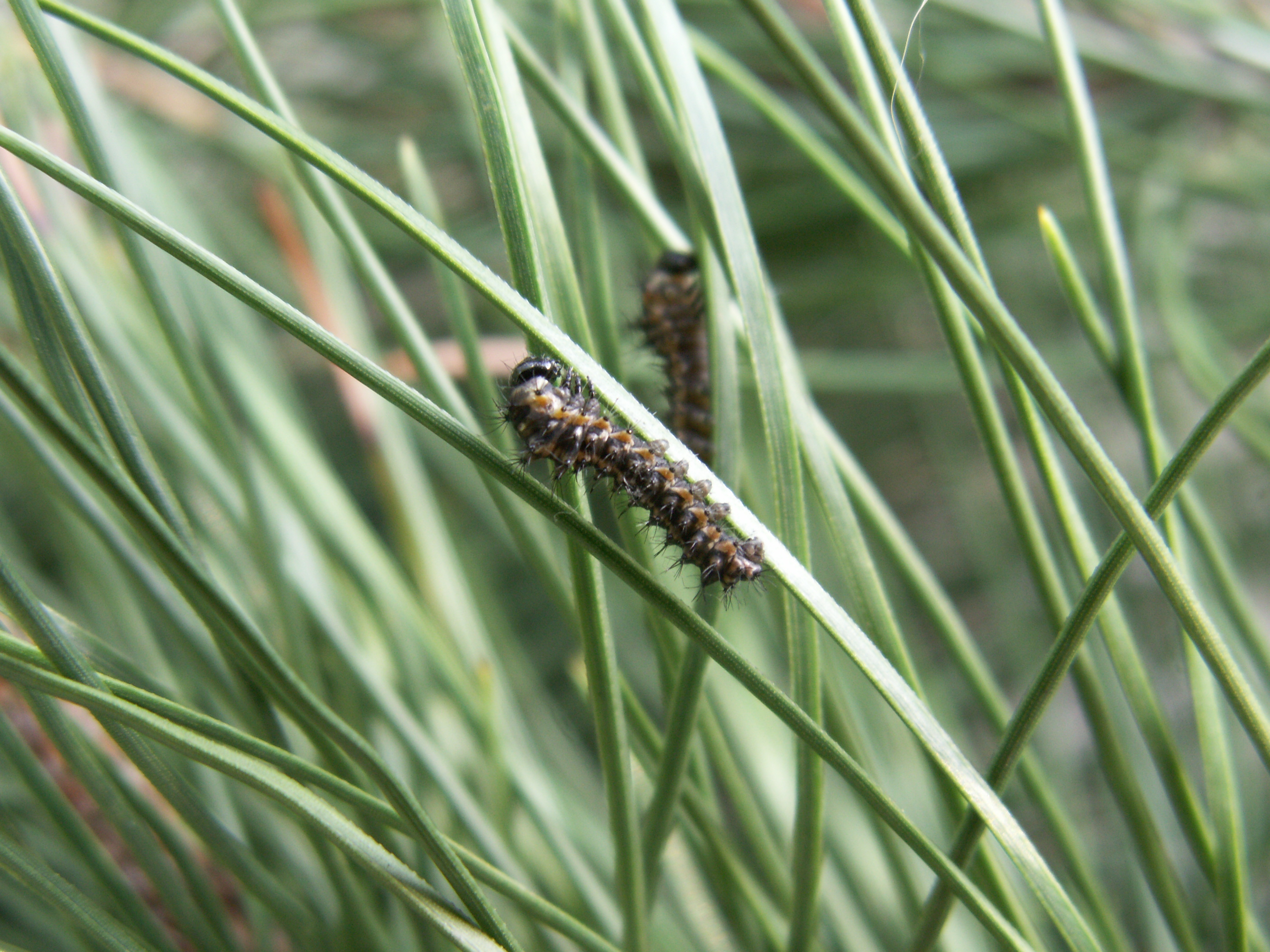
Primo stadio
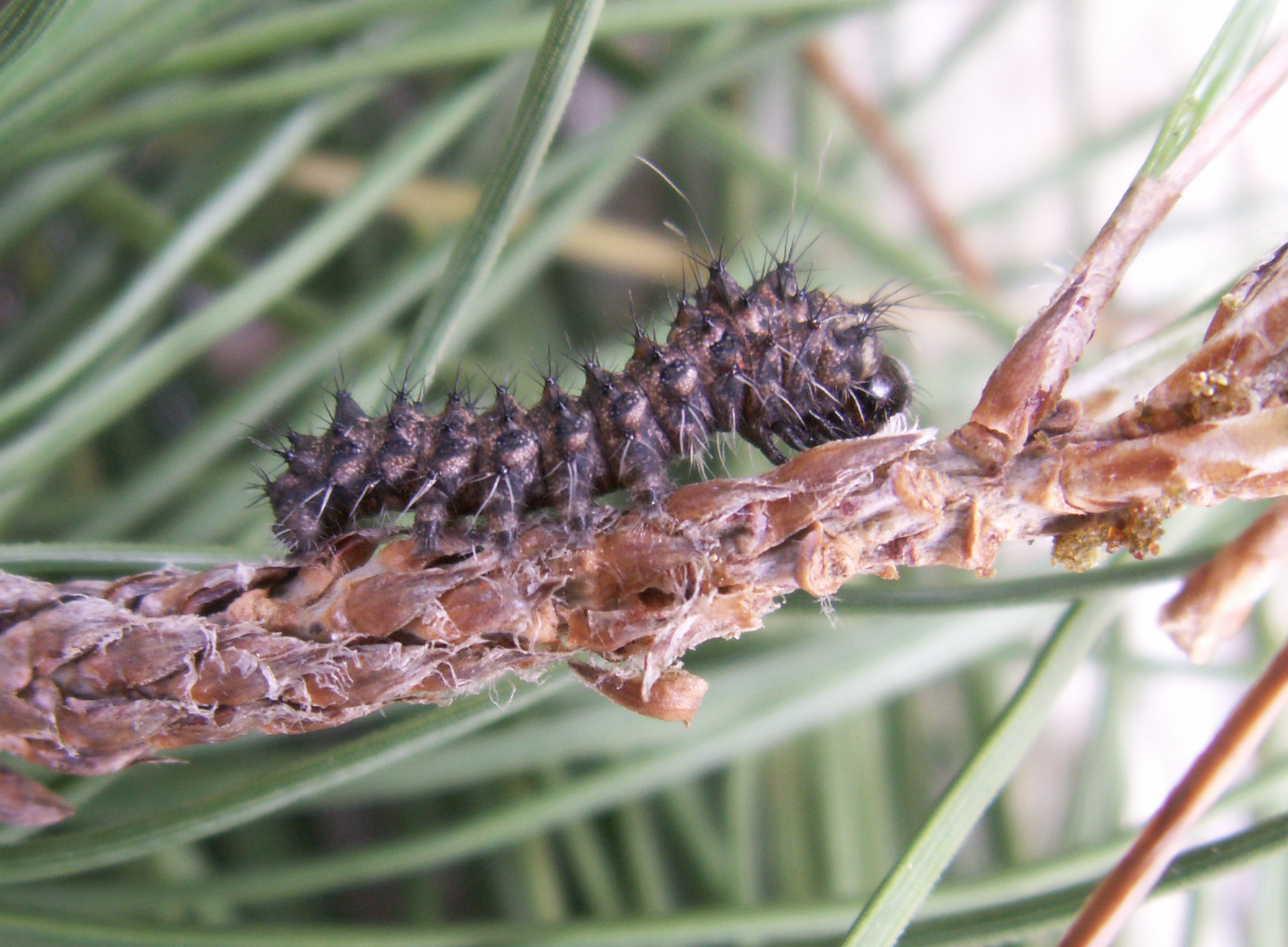
Secondo stadio
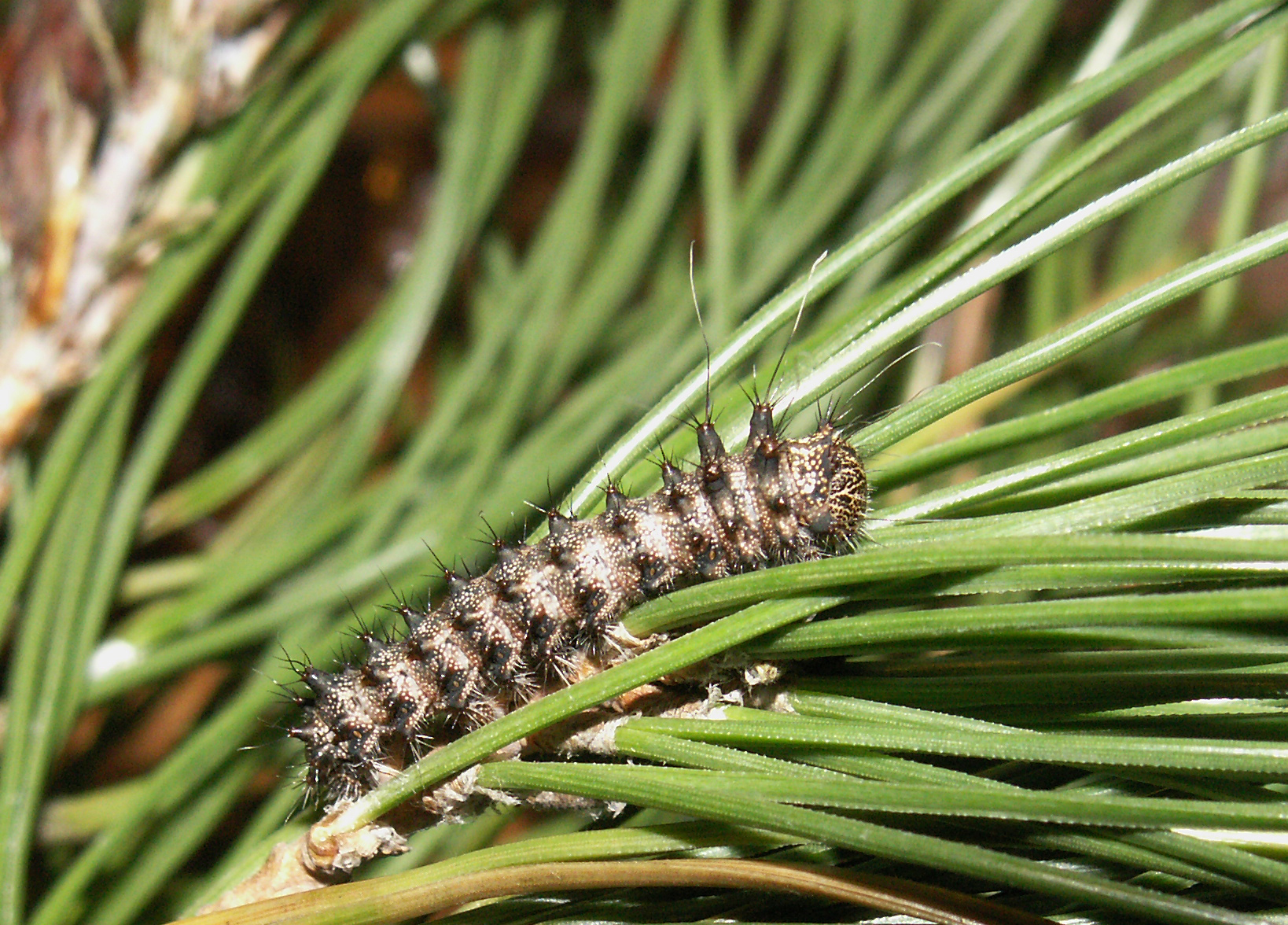
Terzo stadio
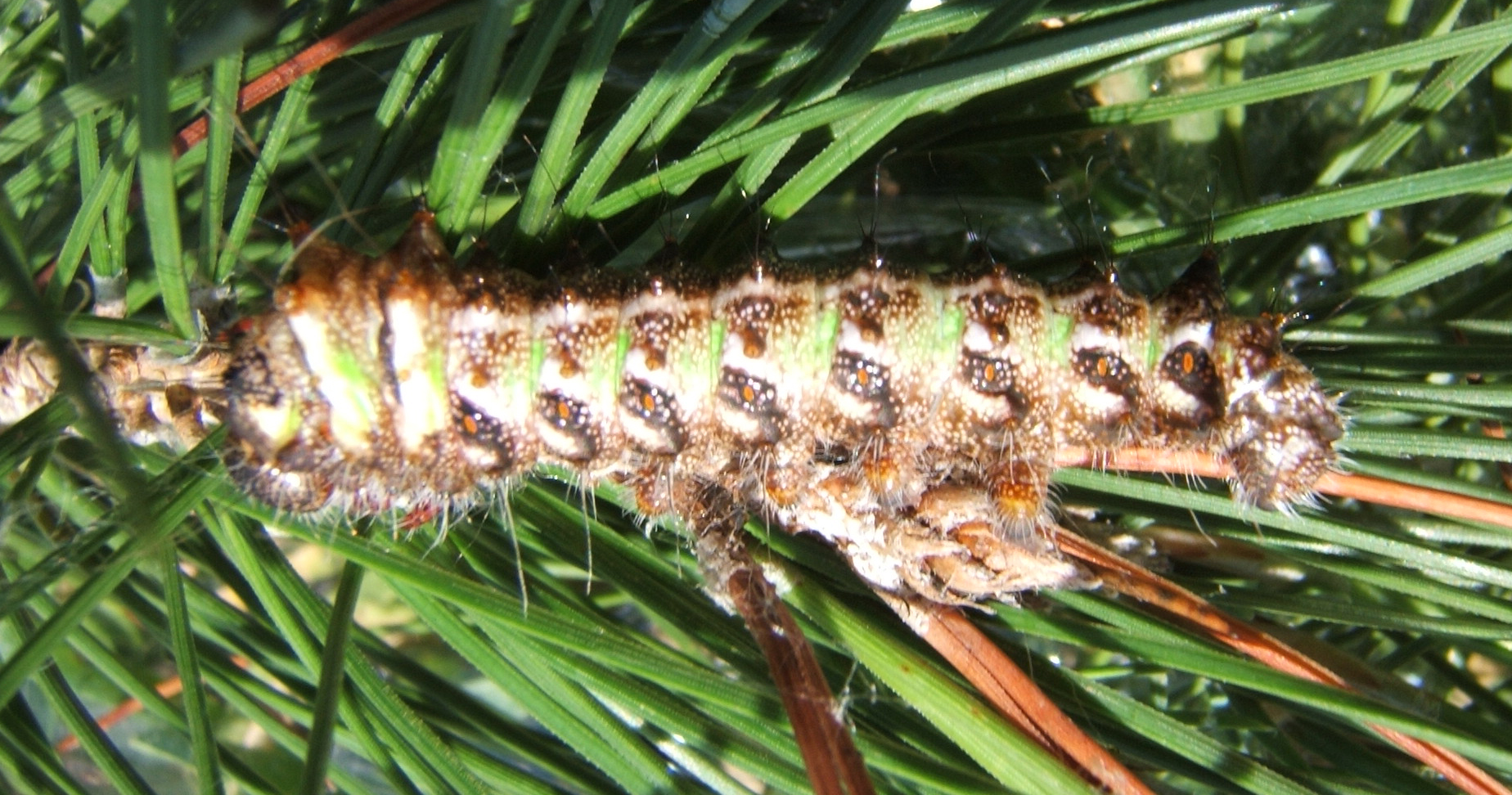
Quarto stadio
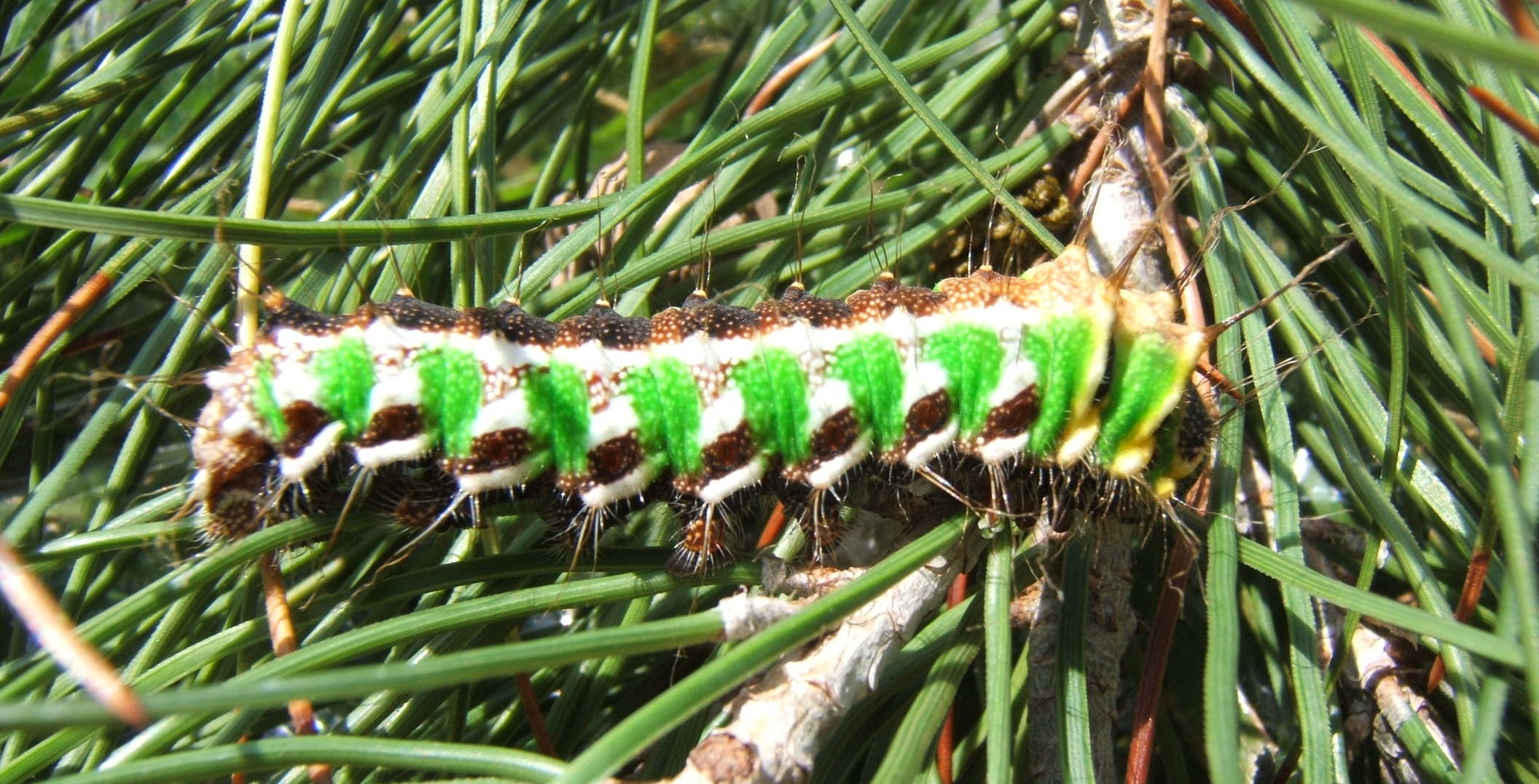
Quinto stadio

Il bruco attraversa diversi stadi per portare a termine il proprio sviluppo, passando da una lunghezza di 5 mm (appena dopo la schiusa) fino a 80 mm (a completa maturazione); inizialmente appare nero con due file laterali di scoli giallastri; negli stadi successivi tende a diventare via via grigiastro fino a quando, ormai giunto alla quinta età, si mostra sempre munito di scoli, ma con la livrea laterale composta di macchie bianche e verdi alternate e le parti dorsali e ventrali scure, con zampe rossicce e pseudozampe giallastre. Nell'insieme può ricordare da vicino la larva matura di Actias selene Hübner, 1807.

### Pupa
La crisalide misura da 32 a 35 mm e ricorda abbastanza quella di Saturnia pyri (Denis & Schiffermüller, 1775); è obtecta, liscia e di un colore simile al mogano, provvista di un cremaster non troppo sviluppato, e racchiusa in un bozzolo sericeo color oro, di dimensioni 55x30 mm, che incorpora tra le fibre anche resti di aghi di pino. Si rinviene solitamente nel terreno, ai piedi della pianta nutrice.

## Biologia

### Ciclo vitale
La pupa rappresenta lo stadio svernante. In primavera, dopo lo sfarfallamento, avviene l'accoppiamento, che raramente dura più di due ore, con i maschi che vengono attratti dai feromoni femminili, rilevati grazie a chemiocettori posti sulle antenne. Gli adulti restano inattivi durante le ore del giorno, quando è possibile osservarli in posizione di riposo con le ali disposte "a tetto", ed iniziano a volare solo dopo il crepuscolo. I maschi sono attratti dalla luce artificiale fin dall'inizio della fase adulta, mentre le femmine solo dopo l'accoppiamento. Immediatamente dopo la copula, nelle prime ore della notte, la femmina depone le uova a piccoli gruppi (in totale 100-150 unità), tra 1 rametti dei pini. Dopo 7-10 giorni avviene la schiusa. I piccoli bruchi, talvolta gregari nelle prime fasi ed in seguito più solitari, tendono a prediligere le foglie delle piante più vecchie, ed il loro accrescimento, che attraversa ben cinque diversi stadi larvali, dura in totale da un mese a quaranta giorni. Al termine della maturazione larvale il bruco si lascia cadere sul terreno sottostante la pianta ospite, ove si impupa in un bozzolo sericeo molto resistente al freddo, posto tra le foglie secche della lettiera del sottobosco, ove supera l'inverno successivo. Qualora l'inverno non sia sufficientemente freddo, la pupa può rimanere quiescente per un altro anno, per poi emergene come immagine la primavera ancora successiva.

In cattività gli adulti sono sopravvissuti in media 8 giorni la femmina e 5 giorni il maschio, con un minimo di 2 ed un massimo di 16 giorni.

### Periodo di volo
La specie è univoltina, con adulti che sfarfallano tra marzo e luglio a seconda della latitudine, della quota altimetrica e del clima.

### Alimentazione
Come di regola nei Saturniidae, gli adulti non si alimentano, avendo esclusivamente funzione riproduttiva.
Le larve attaccano gli aghi di Pinaceae quali:
- Pinus mugo uncinata Ramond in Lamarck & de Candolle
- Pinus nigra laricio (Poiret) Maire
- Pinus sylvestris L.

Tuttavia, in cattività questi bruchi sono stati anche alimentati con foglie di Liquidambar L. (Altingiaceae).

### Parassitoidismo
Le larve di questa specie possono essere vittima di parassitoidismo da parte di ditteri tachinidi come Compsilura concinnata (Meigen), 1824, Drino inconspicua (Meigen), 1830, Masicera silvatica (Fallén), 1810, Trypeta signata Meigen, 1826, oltre a imenotteri icneumonidi come Coelichneumon orbitator (Thunberg, 1822), ed Exeristes roborator (Fabricius, 1793).

## Distribuzione e habitat
È plausibile che la specie, ben adattata a climi rigidi, abbia occupato durante l'ultimo periodo interglaciale una porzione più ampia del continente europeo; dopo l'ultima glaciazione, in seguito al rapido innalzamento delle temperature, questo taxon si è trovato limitato in piccole zone a quota più elevata. L'attuale areale relitto è costituito da varie popolazioni isolate presenti in Spagna centrale e orientale (province di Ávila, Girona, Jaén, Lleida, Madrid, Navarra e Segovia), Andorra e Francia meridionale e sud-orientale (Dipartimenti di Ain, Alpi dell'Alta Provenza, Alte Alpi, Ardèche, Drôme e Pirenei Orientali). Sono stati riportati anche voli in Svizzera sud-occidentale (Canton Vallese) e Italia nord-occidentale (Valle d'Aosta), ma il dato è da confermare.
L'habitat è rappresentato dalle pinete delle zone alpine e subalpine, con una quota altimetrica compresa tra 500 e 1.800 m.

## Tassonomia
La sistematica del taxon è ancora oggi in via di definizione; a diverse popolazioni di Graellsia isabellae, con lievi variabilità fenotipiche, è stato di volta in volta attribuito lo status di sottospecie a sé stanti, o addirittura di specie congeneri distinte; al momento la tendenza più condivisa è quella di considerarle tutte come sinonimi di G. isabellae. L'unica sottospecie riconosciuta oggi, pur con molte riserve, è G. i. galliaegloria che indicherebbe l'insieme delle popolazioni francesi.

Un discorso a parte va invece fatto per quanto concerne il genere monotipico Graellsia Grote, 1896. Dal momento che G. isabellae sembra non avere affinità filogenetica con alcun saturnide europeo, ma soltanto con le specie olartiche del genere Actias Leach, 1815, è stato proposto di spostare la specie in quest'ultimo genere (Actias isabellae). Tuttavia, recenti analisi cladistiche compiute all'interno della tribù Saturniini starebbero a dimostrare il contrario, ponendo il genere Graellsia come parafiletico rispetto al "gruppo" Actias. In realtà la questione appare ben lungi dall'essere risolta.

### Sinonimi
Sono stati riportati undici sinonimi:
- Actias isabellae (Graëlls, 1849) - Revue Mag. Zool. (2) 1:  601, su archive.org.[2] - Locus lypicus: Spagna, Sierra de Guadarrama (sinonimo omotipico)
- Graellsia ceballosi Gómez Bustillo & Fernández Rubio, 1974 - Rev. Soc. Hisp. Lus. Amer. Lepid. 5[6] - Locus typicus: Spagna, Sierra de Segura (sinonimo eterotipico)

= Graellsia isabellae ceballosi Gómez Bustillo & Fernández Rubio, 1974
- Graellsia extensa Agenjo, 1953 - Graellsia 11: 10[19] - Locus typicus: Spagna (sinonimo eterotipico)
- Graellsia neuroflexaclara Abós Castel, 1983[6] (sinonimo eterotipico)
- Graellsia obscura Agenjo, 1953 - Graellsia 11:10[20] (sinonimo eterotipico)
- Graellsia paradisea Marten, 1955 - Ent. Z. 65: 155[6] - Locus typicus: Spagna, Gerona (sinonimo eterotipico)

= Graellsia isabellae paradisea Marten, 1955
- Graellsia roncalensis Gómez Bustillo & Fernández Rubio, 1974 - Rev. Soc. Hisp. Lus. Amer. Lepid. 5[6] - Locus typicus: Spagna, Navarra, valle di Roncal (sinonimo eterotipico)

= Graellsia isabellae roncalensis Gómez Bustillo & Fernández Rubio, 1974
- Graellsia rufa Agenjo, 1953 - Graellsia 11: 9[23] - Locus typicus: Spagna (sinonimo eterotipico)
- Graellsia rufina Agenjo, 1953 - Graellsia 11: 9[24] - Locus typicus: Spagna (sinonimo eterotipico)
- Saturnia diana Fairmaire, 1849 - Ann. Soc. Ent. Fr. (2) 7:  LXII, su biodiversitylibrary.org.[25] - Locus typicus: non indicato (sinonimo eterotipico)
- Saturnia isabellae Graëlls, 1849 - Revue Mag. Zool. (2) 1:  601, su archive.org.[2] - Locus lypicus: Spagna, Sierra de Guadarrama (sinonimo omotipico, basionimo)

### Sottospecie
In questo assetto sistematico, vengono riconosciute unicamente due sottospecie:
- Graellsia isabellae isabellae (Graëlls, 1849) - Revue Mag. Zool. (2) 1:  601, su archive.org.[2] - Locus lypicus: Spagna, Sierra de Guadarrama
- Graellsia isabellae galliaegloria (Oberthür, 1922) - Amat. Pap. 1(15): 238-239[26] - Locus typicus: Francia, Alte Alpi - Diffusa in Francia; distinguibile dalla sottospecie nominale per le nervature più marcate e per la banda nerastra più larga nella fascia subterminale dell'ala posteriore.[4]

### Galleria d'immagini

#### Larva
- Primo stadio
- Secondo stadio
- Terzo stadio
- Quarto stadio
- Quinto stadio

#### Adulto
- ♂ R
- ♂ V
- ♀ R
- ♀ V

#### Altro

Una Graellsia isabellae rappresentata nello stemma del comune di Peguerinos

## Ibrido
Graellsia isabellae × Actias selene è un ibrido tra la falena luna spagnola e la falena luna indiana (Actias selene).

## Conservazione
Pur avendo una distribuzione frammentaria, tuttavia nell'insieme la specie non appare minacciata, essendo peraltro protetta sul territorio francese dalla Convenzione di Berna.
La Lista rossa IUCN classifica questo taxon con lo status DD (dati insufficienti).